# San Antonio del Monte
San Antonio del Monte () é um município localizado no departamento de Sonsonate, em El Salvador.

## Transporte
O município de San Antonio del Monte é servido pela seguinte rodovia:
- SON-12, que liga a cidade de Salcoatitán ao município
- SON-19, que liga o município de Sonsonate à cidade de San Pedro Puxtla (Departamento de Ahuachapán)
- CA-08, que liga o município de Ahuachapán (e a Fronteira El Salvador-Guatemala, na cidade de Conguaco - rodovia CA-08 Guatemalteca) (Departamento de Ahuachapán) à cidade de Sonsonate
- SON-09, que ligam vários cantões do município [1]